# Grande Prêmio da Comunidade Valenciana de 2017 (MotoGP)
O Grande Prêmio da MotoGP da Comunidade Valenciana de 2017 ocorreu em 12 de novembro.

## Resultados

### Classificação MotoGP
| Pos | Piloto               | Equipe                      | Moto   | Tempo     | Pontos |
| --- | -------------------- | --------------------------- | ------ | --------- | ------ |
| 1   | Dani Pedrosa         | Repsol Honda Team           | Honda  | 46'08.125 | 25     |
| 2   | Johann Zarco         | Monster Yamaha Tech 3       | Yamaha | +0.337    | 20     |
| 3   | Marc Marquez         | Repsol Honda Team           | Honda  | +10.861   | 16     |
| 4   | Alex Rins            | Team SUZUKI ECSTAR          | Suzuki | +13.567   | 13     |
| 5   | Valentino Rossi      | Movistar Yamaha MotoGP      | Yamaha | +13.817   | 11     |
| 6   | Andrea Iannone       | Team SUZUKI ECSTAR          | Suzuki | +14.516   | 10     |
| 7   | Jack Miller          | EG 0,0 Marc VDS             | Honda  | +17.087   | 9      |
| 8   | Cal Crutchlow        | LCR Honda                   | Honda  | +17.230   | 8      |
| 9   | Michele Pirro        | Ducati Team                 | Ducati | +25.942   | 7      |
| 10  | Tito Rabat           | EG 0,0 Marc VDS             | Honda  | +27.020   | 6      |
| 11  | Bradley Smith        | Red Bull KTM Factory Racing | KTM    | +30.835   | 5      |
| 12  | Maverick Viñales     | Movistar Yamaha MotoGP      | Yamaha | +35.012   | 4      |
| 13  | Danilo Petrucci      | OCTO Pramac Racing          | Ducati | +38.076   | 3      |
| 14  | Karel Abraham        | Pull&Bear Aspar Team        | Ducati | +41.988   | 2      |
| 15  | Hector Barbera       | Reale Avintia Racing        | Ducati | +47.703   | 1      |
| 16  | Loris Baz            | Reale Avintia Racing        | Ducati | +47.709   | 0      |
| 17  | Michael Van Der Mark | Monster Yamaha Tech 3       | Yamaha | +52.134   | 0      |

### Classificação Moto2
| Pos | Piloto              | Equipe                     | Moto     | Tempo     | Pontos |
| --- | ------------------- | -------------------------- | -------- | --------- | ------ |
| 1   | Miguel Oliveira     | Red Bull KTM Ajo           | KTM      | 43'15.843 | 25     |
| 2   | Franco Morbidelli   | EG 0,0 Marc VDS            | Kalex    | +2.154    | 20     |
| 3   | Brad Binder         | Red Bull KTM Ajo           | KTM      | +4.181    | 16     |
| 4   | Francesco Bagnaia   | SKY Racing Team VR46       | Kalex    | +11.181   | 13     |
| 5   | Alex Marquez        | EG 0,0 Marc VDS            | Kalex    | +12.146   | 11     |
| 6   | Hafizh Syahrin      | Petronas Raceline Malaysia | Kalex    | +14.595   | 10     |
| 7   | Takaaki Nakagami    | IDEMITSU Honda Team Asia   | Kalex    | +18.446   | 9      |
| 8   | Fabio Quartararo    | Pons HP40                  | Kalex    | +22.188   | 8      |
| 9   | Simone Corsi        | Speed Up Racing            | Speed Up | +23.592   | 7      |
| 10  | Dominique Aegerter  | Kiefer Racing              | Suter    | +23.751   | 6      |
| 11  | Axel Pons           | RW Racing GP               | Kalex    | +27.388   | 5      |
| 12  | Isaac Viñales       | BE-A-VIP SAG Team          | Kalex    | +29.688   | 4      |
| 13  | Marcel Schrotter    | Dynavolt Intact GP         | Suter    | +31.442   | 3      |
| 14  | Augusto Fernandez   | Speed Up Racing            | Speed Up | +32.933   | 2      |
| 15  | Lorenzo Baldassarri | Forward Racing Team        | Kalex    | +33.150   | 1      |
| 16  | Andrea Locatelli    | Italtrans Racing Team      | Kalex    | +34.335   | 0      |
| 17  | Eric Granado        | Promoracing                | Kalex    | +34.731   | 0      |
| 18  | Iker Lecuona        | Garage Plus Interwetten    | Kalex    | +39.828   | 0      |
| 19  | Mattia Pasini       | Italtrans Racing Team      | Kalex    | +39.940   | 0      |
| 20  | Edgar Pons          | Pons HP40                  | Kalex    | +42.678   | 0      |
| 21  | Jesko Raffin        | Garage Plus Interwetten    | Kalex    | +43.275   | 0      |
| 22  | Remy Gardner        | Tech 3 Racing              | Tech 3   | +51.990   | 0      |
| 23  | Luca Marini         | Forward Racing Team        | Kalex    | +54.931   | 0      |
| 24  | Tarran Mackenzie    | Kiefer Racing              | Suter    | +1'09.494 | 0      |
| 25  | Khairul Idham Pawi  | IDEMITSU Honda Team Asia   | Kalex    | +1'10.070 | 0      |
| 26  | Tetsuta Nagashima   | Teluru SAG Team            | Kalex    | +1'33.876 | 0      |

### Classificação Moto3
| Pos | Piloto                 | Equipe                       | Moto     | Tempo     | Pontos |
| --- | ---------------------- | ---------------------------- | -------- | --------- | ------ |
| 1   | Jorge Martin           | Del Conca Gresini Moto3      | Honda    | 40'02.193 | 25     |
| 2   | Joan Mir               | Leopard Racing               | Honda    | +3.760    | 20     |
| 3   | Marcos Ramirez         | Platinum Bay Real Estate     | KTM      | +3.877    | 16     |
| 4   | Romano Fenati          | Marinelli Rivacold Snipers   | Honda    | +3.953    | 13     |
| 5   | Enea Bastianini        | Estrella Galicia 0,0         | Honda    | +3.999    | 11     |
| 6   | Juanfran Guevara       | RBA BOE Racing Team          | KTM      | +4.940    | 10     |
| 7   | Dennis Foggia          | Sky Junior Team VR46 Academy | KTM      | +4.735    | 9      |
| 8   | John Mcphee            | British Talent Team          | Honda    | +5.071    | 8      |
| 9   | Aron Canet             | Estrella Galicia 0,0         | Honda    | +5.218    | 7      |
| 10  | Kazuki Masaki          | Asia Talent Team             | Honda    | +6.462    | 6      |
| 11  | Tatsuki Suzuki         | SIC58 Squadra Corse          | Honda    | +6.544    | 5      |
| 12  | Bo Bendsneyder         | Red Bull KTM Ajo             | KTM      | +6.633    | 4      |
| 13  | Ayumu Sasaki           | SIC Racing Team              | Honda    | +8.687    | 3      |
| 14  | Niccolò Antonelli      | Red Bull KTM Ajo             | KTM      | +16.100   | 2      |
| 15  | Philipp Oettl          | Südmetall Schedl GP Racing   | KTM      | +16.156   | 1      |
| 16  | Andrea Migno           | SKY Racing Team VR46         | KTM      | +16.263   | 0      |
| 17  | Adam Norrodin          | SIC Racing Team              | Honda    | +16.398   | 0      |
| 18  | Jakub Kornfeil         | Peugeot MC Saxoprint         | Peugeot  | +33.128   | 0      |
| 19  | Jules Danilo           | Marinelli Rivacold Snipers   | Honda    | +33.807   | 0      |
| 20  | Lorenzo Dalla Porta    | Aspar Mahindra Moto3         | Mahindra | +34.360   | 0      |
| 21  | Nakarin Atiratphuvapat | Honda Team Asia              | Honda    | +34.629   | 0      |
| 22  | Manuel Pagliani        | CIP                          | Mahindra | +34.403   | 0      |
| 23  | Albert Arenas          | Aspar Mahindra Moto3         | Mahindra | +34.958   | 0      |
| 24  | Kaito Toba             | Honda Team Asia              | Honda    | +35.730   | 0      |
| 25  | Tony Arbolino          | SIC58 Squadra Corse          | Honda    | +39.331   | 0      |
| 26  | Maria Herrera          | MH6 Team                     | KTM      | +46.209   | 0      |
| 27  | Livio Loi              | Leopard Racing               | Honda    | +51.534   | 0      |
| 28  | Marco Bezzecchi        | CIP                          | Mahindra | +1'17.109 | 0      |
| 29  | Patrik Pulkkinen       | Peugeot MC Saxoprint         | Peugeot  | 1 volta   | 0      |